# باولا وايت
باولا ميشيل وايت كين (ولدت في 20 أبريل 1966) هي قسيسة تلفزيونية أمريكية، وزعيمة رسولية كاريزماتية مستقلة، ومؤيدة للاهوت الرخاء.
كانت وايت رئيسة للمجلس الاستشاري الإنجيلي لحملة دونالد ترامب لعام 2016. وألقت ابتهالات وصلوات في حفل تنصيبه في 20 يناير 2017. في نوفمبر 2019، عينها ترامب مستشارة خاصة له في مراكز الإيمان ومبادرات الفرص في مكتب الاتصال العام.
من عام 2014 حتى مايو 2019، كانت قسًا رئيسيًا في مركز نيو ديستني المسيحي في أبوبكا بولاية فلوريدا، وهي كنيسة عملاقة غير طائفية ومتعددة الثقافات. وكانت من قبل قسًا مشاركًا في كنيسة "بدون جدران الدولية" في تامبا بولاية فلوريدا، وهي الكنيسة التي شاركت في تأسيسها مع القس وزوجها آنذاك راندي وايت في عام 1991.
في 7 فبراير 2025، أعلن دونالد ترامب عن إنشاء مكتب الإيمان في البيت الأبيض، والذي ستترأسه وايت.

## نشأته
ولدت وايت باسم باولا ميشيل فور في توبيلو، ميسيسيبي، وهي ابنة ميرا جوانيل ودونالد بول فور. كان والداها يمتلكان متجرًا للألعاب والحرف اليدوية. انفصل والديها عندما كان وايت في الخامسة من عمره. وغادرت والدة وايت توبيلو وأخذتها إلى ممفيس؛ أدى انفصالها عن زوجها وانتحاره لاحقًا إلى دفع وايت وشقيقها ووالدتها إلى الفقر. أصبحت والدة وايت مدمنة على الكحول. كان مقدمو الرعاية يعتنون بابنتها. وقالت وايت أنها تعرضت للاعتداء الجنسي والجسدي بين سن السادسة والثلاثة عشر عامًا من قبل أشخاص مختلفين في مناسبات مختلفة. وقالت إنها عانت خلال تلك الفترة من مرض الشره المرضي.
تزوجت والدة وايت مرة أخرى من أميرال ذو نجمتين في البحرية الأمريكية عندما كان وايت في التاسعة من عمره. انتقلت عائلتها إلى منطقة واشنطن العاصمة عندما كان زوج أمها يعمل في المركز الطبي البحري الوطني. تخرجت وايت من مدرسة سينيكا فالي الثانوية في جيرمانتاون بولاية ماريلاند.
أثناء إقامتها في ماريلاند في عام 1984، تحولت وايت إلى طائفة مسيحية تابعة لكنيسة الرب بداماسكس. ادعت وايت لاحقًا أنها تلقت رؤية من الرب بعد فترة وجيزة من تحولها.

## حياتها المهنية
ظهرت وايت لأول مرة على التلفاز في ديسمبر 2001. وبحلول عام 2006، كانت قد ظهر برنامجها على تسع شبكات تلفزيونية، بما في ذلك شبكة الثالوث للبث، ودايستار، وبي إي تي.
تعتبر وايت تي د. جيكس بمثابة الأب الروحي لها. دعاها جيكس للتحدث في مؤتمره "امرأة مطلقة الحرية" الذي نظمه عام 2000. كما شاركت وايت أيضًا في مهرجان Mega Fest، الذي استضافه جاكس في أتلانتا، في أعوام 2004 و2005 و2008. 
تعاونت باولا وايت مع مايكل جاكسون، وغاري شيفيلد، وديريل ستروبيري. في عام 2003، وبعد أن أنهى ستروبيري عقوبة السجن بتهمة حيازة الكوكايين، أصبحت وايت قسه الشخصي. وعملت شاريس ستروبيري، زوجة داريل في ذلك الوقت، كمساعدة لوايت، وكانت ترافقها في محاضراتها. كما كانت "مدربة شخصية" لتايرا بانكس وظهرت في برنامجها في حلقة عن العلاقات الجنسية غير الشرعية في 4 أكتوبر 2006. 
في 5 مايو 2019، أعلنت وايت أنها ستتنحى عن منصبها كقسيسة رئيسية لمركز نيو ديستني المسيحي وأن ابنها وزوجته سيصبحان القسيسين الرئيسيين الجدد. وغيرت اسم الكنيسة إلى مدينة القدر. وقالت وايت إنها ستساعد في إنشاء 3000 كنيسة وجامعة.
في مارس 2020، وسط جائحة كوفيد-19، قال وايت: "نحن مستشفى لأولئك الذين يعانون من أمراض نفسية، وأولئك الذين يعانون من أمراض روحية"، واستشهدت بالمزمور 91، وطالبت بالتبرع. وأبلغت المتبرعين أن الأموال لن تذهب إلى ضحايا المرض. بعد انتقادات واسعة النطاق لحدث في أريزونا كان من المقرر عقده في 9 أبريل 2020، والذي وعدت فيه بتوفير "حماية خارقة للطبيعة"، انسحبت وايت من جمع التبرعات.

### دونالد ترامب
أصبحت وايت قسًا شخصيًا لدونالد ترامب بعد أن شاهد برنامجها التلفزيوني؛ اتصل بها لأول مرة عبر الهاتف في عام 2002. ثم أحضرها إلى أتلانتيك سيتي في مناسبات متعددة للدراسات الخاصة للكتاب المقدس، وظهر في برنامجها التلفزيوني. وفي يونيو 2016، أشاد جيمس دوبسون بها لمساهمتها بتحويل ترامب إلى المسيحية. وكانت وايت جزءًا من المجلس الاستشاري الإنجيلي لترامب أثناء حملته الانتخابية للرئاسة، كما قدمت صلاة الاستدعاء خلال حفل تنصيب ترامب. وذكرت وايت في عام 2024 إنها امتلكت شقة في برج ترامب في نيويورك لمدة 20 عامًا.
منذ يونيو 2016، عملت وايت كواحد من المستشارين الروحيين لترامب،  وبعد انتخابه عقدت معه حلقات صلاة مختلفة في البيت الأبيض،  كانت إحدى لحظات الصلاة البارزة هي قيام وايت ببدء الصلاة مع الرئيس ترامب في 27 فبراير 2020، حيث قادت الزعماء السود إلى وضع أيديهم على الرئيس ترامب، وهي اللحظة التي ساعدت في تعزيز جاذبيته بين مجتمع السود بعد مخاوفهم منه قبل انتخابه. وفي عام 2015، دعا القساوسة السود المرشح الرئاسي آنذاك ترامب إلى الاعتذار عن المعاملة غير العادلة التي تلقاها المجتمع الأمريكي الأفريقي، و"أيضًا للمكسيكيين بسبب خطابه التحريضي".
أيدت بحماس قرار ترامب في عام 2017 بالاعتراف بالقدس عاصمة لإسرائيل.
في مقابلة أجريت في يوليو 2018 على شبكة البث المسيحية، انتقدت وايت دعاة الهجرة الذين استشهدوا برواية الإنجيل عن هجرة يسوع إلى مصر، قائلاً: "نعم، لقد عاش في مصر لمدة ثلاث سنوات ونصف. لكن ذلك لم يكن غير قانوني. إذا كان قد خالف القانون، لكان قد أخطأ ولم يكن ليكون مسيحنا". وردًا على ذلك، وصف ويليام باربر الثاني وايت بأنها "قومية مسيحية" وقال إن "يسوع كان لاجئًا وخالف القانون. لقد صُلب كمجرم بموجب القانون الروماني".
تبنت وايت سياسة ترامب في التعامل مع الهجرة،  بما في ذلك احتجاز الأطفال المهاجرين، مدعية أن الظروف ليست غير إنسانية. 
في عام 2019، عيّن ترامب وايت في منصب استشاري في مراكز الإيمان ومبادرات الفرص التابع للبيت الأبيض.
في عام 2020، ألقى وايت الكلمة الافتتاحية لحفل اليوم الوطني للصلاة.
دعمت وايت ترامب في حملته لإعادة انتخابه عام 2020، حيث ألقت صلاة في حفل إطلاق حملته في يونيو 2020. وحذرت وايت من أن "المسيحيين الذين لا يدعمون الرئيس ترامب سيتعين عليهم الإجابة أمام الرب". في 4 نوفمبر 2020، بعد يوم واحد من الانتخابات، عندما أظهرت نتائج الانتخابات خسارة ترامب أمام جو بايدن، ظهرت وايت في صلاة، بثتها عبر فيسبوك، حيث ادعت استدعاء ملائكة من إفريقيا وأمريكا الجنوبية لتأمين إعادة انتخاب ترامب، انتشر المقطع على نطاق واسع عبر الإنترنت، وسخر الناس من وايت.
في 6 يناير 2021، في تجمع مؤيد لترامب سبق الهجوم على مبنى الكابيتول الأمريكي، ألقت وايت صلاة افتتاحية قبل خطاب ترامب.
في 6 فبراير 2025، بعد فترة وجيزة من إعادة تنصيبه لفترة رئاسية ثانية، أعلن ترامب عن إنشاء مكتب الإيمان بالبيت الأبيض،  وتعيين وايت كمديرة له.

## معتقداتها
وايت هو من أنصار لاهوت الرخاء. تعرضت وايت لانتقادات بسبب معتقداتها الدينية من قبل علماء الدين وغيرهم من المبشرين المحافظين. تعرضت وايت لانتقادات بسبب زعمها أنها حصلت على درجة الدكتوراه رغم أنها لم تحصل على درجة جامعية أو شهادة من إحدى المعاهد اللاهوتية.
بدأت خدمتها تتخذ جوانب رسولية ونبوية أكثر حداثة في أوائل العقد الأول من القرن الحادي والعشرين، وهو أمر شائع في المسيحية الكاريزماتية المستقلة، حيث اتخذت من رئيس الأساقفة الكاريزماتي المستقل نيكولاس دنكان ويليامز أبًا روحيًا لها.
ردًا على منتقديها،  قالت وايت، "لقد وُصفت بالمهرطقة، والمرتدّة، والزانية، والمحتالة، والمدمنة. وقد وردت أنباء كاذبة عن أنني تقدمت ذات يوم بطلب إفلاس وأنني أنكر الثالوث! لم تكن حياتي وقراراتي مثالية على الإطلاق، رغم أنها لا تشبه ما يُنقل زورًا في الأيام الأخيرة.
في يناير 2020، تعرضت وايت لانتقادات بسبب عظة صلت فيها من أجل إجهاض "جميع حالات الحمل الشيطانية". كتبت وايت لاحقًا على تويتر أن التعليق كان استعارة وإشارة إلى أفسس 6. يقول أندريه جانييه، الباحث في الإنجيلية الأمريكية والإصلاح الرسولي الجديد، إن "كلمات وايت فسرت بشكل خاطئ" بالنظر إلى سياق صلاتها في الحرب الروحية واللغة الغامضة المستخدمة. وبدلاً من ذلك، زعم أن المصطلح يشير إلى تدمير المخططات الشريرة ضد المسيحيين.
في ديسمبر 2021، شاركت وايت في "مسيرة الصلاة من أجل السلام في شبه الجزيرة الكورية"، التي نظمها اتحاد السلام العالمي التابع لكنيسة التوحيد. خلال الحدث، وصفت هاك جا هان مون، أرملة مؤسس كنيسة التوحيد سون ميونغ مون، بأنها "جوهرة من الرب" وأشادت "بالأم مون لعملها العظيم كزعيمة روحية تحب الرب وتسعى إلى تنفيذ وتهدئة قلب الرب في جميع مناطق الصراع في العالم.
تعرضت وايت لانتقادات من مغني الراب المسيحي شاي لين في أغنية بعنوان "المعلمة المزيفة". بعد تعيينها في مكتب الإيمان بالبيت الأبيض، تلقت وايت أيضًا انتقادات من عدد من المسيحيين (جون ماسون، سكوت روس، جون روت) الذين وصفوها بأنها "مهرطقة" و"رجس".